# Prospero Colonna di Sciarra
Prospero Colonna di Sciarra (ur. 17 stycznia 1707 w Rzymie, zm. 20 kwietnia 1765 tamże) – włoski kardynał.

## Życiorys
Pochodził z rodu książąt Carbognano. Był synem Francesca Colonny i Vittorii Salviati oraz bratem kardynała Girolama Colonna di Sciarry. W młodości studiował na Uniwersytetach w Padwie i w Parmie. Następnie został protonotariuszem apostolskim (1730) i członkiem Kamery Apostolskiej (1739). 9 września 1743 został kreowany kardynałem i otrzymał diakonię San Giorgio in Velabro. Od 1744 roku do śmierci pełnił rolę prefekta Najwyższego Trybunału Sygnatury Łaski. 12 kwietnia 1745 przyjął święcenia diakonatu. Był współprotektorem zakonów cysterskich i protektorem franciszkanów konwentualnych i kanoników regularnych. Zmarł w Rzymie z powodu niewydolności nerek.